# 敦文親王
敦文親王（あつふみしんのう、承保元年12月26日（1075年1月15日） - 承保4年9月6日（1077年9月25日））は、平安時代後期の皇族。白河天皇の第一皇子。母は中宮藤原賢子（藤原師実養女、源顕房女）。

## 生涯
承保元年12月、白河天皇の第一皇子として生まれる。母は同年6月に立后した中宮・賢子であり、嫡子として期待された。承保2年、親王宣下を受ける。しかし、承保4年（1077年）9月6日、当時流行していた痘瘡に罹患し、4歳で夭折。翌7日に大谷山に葬られた（『永昌記』）。
伝説によれば、敦文親王は頼豪の祈禱によって生まれた子であり、頼豪は褒美として三井寺の戒壇院建立の願いを申し出たが、対抗勢力の延暦寺の横槍により叶わず、その報いとして断食をして命を絶ち、鉄鼠となって敦文親王を祟り殺したという。史実では頼豪の没年は1084年、敦文親王の没年はそれより前の1077年であるため、頼豪の没後に敦文親王がこの世を去ったとする点ですでに矛盾があり、この伝説は明らかな虚構だと専門家たちから指摘されている（鉄鼠#時代背景）。